# 八尾柏原ドライビングスクール
八尾柏原ドライビングスクール（やおかしわらドライビングスクール）は大阪府八尾市にある大阪府公安委員会指定の自動車教習所。
フォージィ・グループ母体運営の（姉妹校：法隆寺自動車教習所・門真自動車教習所・光明池自動車教習所・守口自動車教習所）の教習所である。
なお、マスコットキャラクターはフォージィ・グループ共通のイーグルくんである。

## 所在地
〒581-0033　八尾市志紀町南4丁目211 

## 取扱免許
- 普通車免許コース（MT・AT）

二輪コース
- 大型二輪（MT・AT）
- 普通二輪（MT・AT）
- 小型限定（MT・AT）

## その他教習
- ペーパードライバー教習

## 車両
普通車
- トヨタ・コンフォート

二輪車
- ホンダ・CB400スーパーフォア
- ホンダ・CB750
- スズキ・スカイウェイブ